# Boronia coriacea
Boronia coriacea är en vinruteväxtart som beskrevs av P G. Wilson. Boronia coriacea ingår i släktet Boronia och familjen vinruteväxter. Inga underarter finns listade i Catalogue of Life.